# Coelodonta
A Coelodonta az emlősök (Mammalia) osztályának páratlanujjú patások (Perissodactyla) rendjébe, ezen belül az orrszarvúfélék (Rhinocerotidae) családjába tartozó fosszilis nem.

## Tudnivalók
A Coelodonta-fajok Eurázsia egyik orrszarvúnemét alkották. A 3,7 millió évvel ezelőtti késő pliocén korszaktól, egészen a kora holocénig, azaz 10 ezer évvel ezelőttig léteztek. A legismertebb képviselőjük a jégkorszak egyik jellegzetes állata, a gyapjas orrszarvú (Coelodonta antiquitatis) volt.

## Rendszerezés
A nembe az alábbi 4 faj tartozik:
- Coelodonta thibetana (Deng et al. 2011) - késő pliocén, Tibeti-fennsík; a legelső a neméből, belőle fejlődött ki a többi faj[1]
- Coelodonta nihowanensis (Chow, 1978) - kora pleisztocén, Észak-Kína; szintén egy ősibb képviselője a nemnek[1]
- Coelodonta tologoijensis (Beliajeva, 1966) - kora-középső pleisztocén, Észak-Kína; ez a faj jutott el elsőként a Közel-Keletre és Európába, valamint ez a faj a gyapjas orrszarvú legvalószínűbb őse[2]
- gyapjas orrszarvú (Coelodonta antiquitatis) (Blumenbach, 1799) - késő pleisztocén-kora holocén, Észak-Eurázsia; nemének utolsó képviselője; az elsőként felfedezett faj és egyben a típusfaj is

## Fordítás
- Ez a szócikk részben vagy egészben  a   Coelodonta című angol Wikipédia-szócikk ezen változatának fordításán alapul.  Az eredeti cikk szerkesztőit annak laptörténete sorolja fel. Ez a jelzés csupán a megfogalmazás eredetét és a szerzői jogokat jelzi, nem szolgál a cikkben szereplő információk forrásmegjelöléseként.